# Joan d'Abbeville
Joan Halgrin d'Abbeville (~1180, Abbeville - 28 de setembre de 1237, Roma) fou un eclesiàstic benedictí francès.
Ingressà en l'Orde de Sant Benet a l'abadia de Cluny; estudià filosofia i teologia al Col·legi de Cluny de la Universitat de París, on fou professor de teologia, seguidor de les teories de Peter Cantor i Stephen Langton. Fou prior del monestir de Saint-Pierre d'Abbeville, canonge de l'església de Saint-Vulfran d'Abbeville i canonge del capítol de la Catedral d'Amiens entre el 1218 i el 1225, any en què fou elegit Arquebisbe de Besançon, al Franc Comtat; l'any següent fou promogut al Patriarcat de Constantinoble, dignitat que rebutjà. Deixà escrits quatre llibres de sermons i un tractat titulat Expositio in Cantica canticorum.
Creat cardenal bisbe de Sabina per Gregori IX al consistori del 18 de setembre de 1227, l'any següent fou enviat a Espanya com a ablegat amb la missió de predicar la croada contra els musulmans i de posar en pràctica les disposicions del Concili del Laterà IV; en companyia de Ramon de Penyafort, assistí al concili nacional de Valladolid d'aquell any i al concili de Tarragona de 1229. També dugué a terme d'altres dues legacions per aconseguir la pau entre Frederic II del Sacre Imperi Romanogermànic i la Santa Seu, la primera el 1230 juntament amb Tomasso de Capua i la segona el 1234 amb Pietro Caputo.